# Europs crenicollis
Europs crenicollis es una especie de coleóptero de la familia Monotomidae.

## Distribución geográfica
Habita en Madagascar.